# Tautoga onitis
Tautoga onitis ist eine Fischart aus der Familie der Lippfische (Labridae), die im westlichen Atlantik, vor allem an der Ostküste der USA und Kanadas, vorkommt. Sie ernährt sich hauptsächlich von Miesmuscheln, Schnecken und Krebstieren.

## Allgemeines
Die Art erreicht eine maximale Länge von bis zu 90 Zentimetern; das schwerste bisher bekannte Exemplar war 11,3 Kilogramm schwer. Die ältesten bekannten Exemplare wurden 34 Jahre alt.
Die Fische halten sich bevorzugt am Ufer von Hartboden auf, gelegentlich auch in Brackwasser. Sie bevorzugen des Weiteren Wassertemperaturen von über 10 °C. Erwachsene Männchen verhalten sich territorial, sind tagsüber auf Nahrungssuche und ruhen nachts in Felsspalten.
Die Paarung erfolgt zwischen Weibchen und dominanten Männchen mit einer langwierigen Balz. Das Laichen erfolgt in Gruppen oder paarweise und wurde im April bis Juni in den Küstengewässern von Virginia sowie im Juni bis Juli in kanadischen Gewässern beobachtet.

## Fischerei und Gefährdung
Tautoga onitis hat eine größere Bedeutung für die Fischerei an der nordamerikanischen Atlantikküste. So werden zum Beispiel an der Küste Neuenglands jährlich 750 Tonnen der Art gefischt.
Aufgrund seiner geringen Reproduktionsrate und seines langsamen Wachstums ist Tautoga onitis besonders anfällig für Überfischung. Da die Populationen stark zurückgegangen sind, empfiehlt das Blue Ocean Institute in Stony Brook auf den Konsum dieser Art zu verzichten.
Die IUCN schätzt den Zustand der Art als gefährdet ein.